# Theromyia nana
Theromyia nana là một loài ruồi trong họ Asilidae. Theromyia nana được Pritchard miêu tả năm 1941. Loài này phân bố ở vùng Tân nhiệt đới.